# Lingyao
Lingyao (kinesiska: 岭腰) är en socken i sydöstra Kina. Den ligger i Zhenghe härad i staden Nanping i provinsen Fujian, omkring 160 kilometer norr om provinshuvudstaden Fuzhou. Antalet invånare är 6 835. Befolkningen består av 3 188 kvinnor och 3 647 män. Barn under 15 år utgör 16,0 %, vuxna 15-64 år 74 %, och äldre över 65 år 9,0 %.